# Damia (cantante)

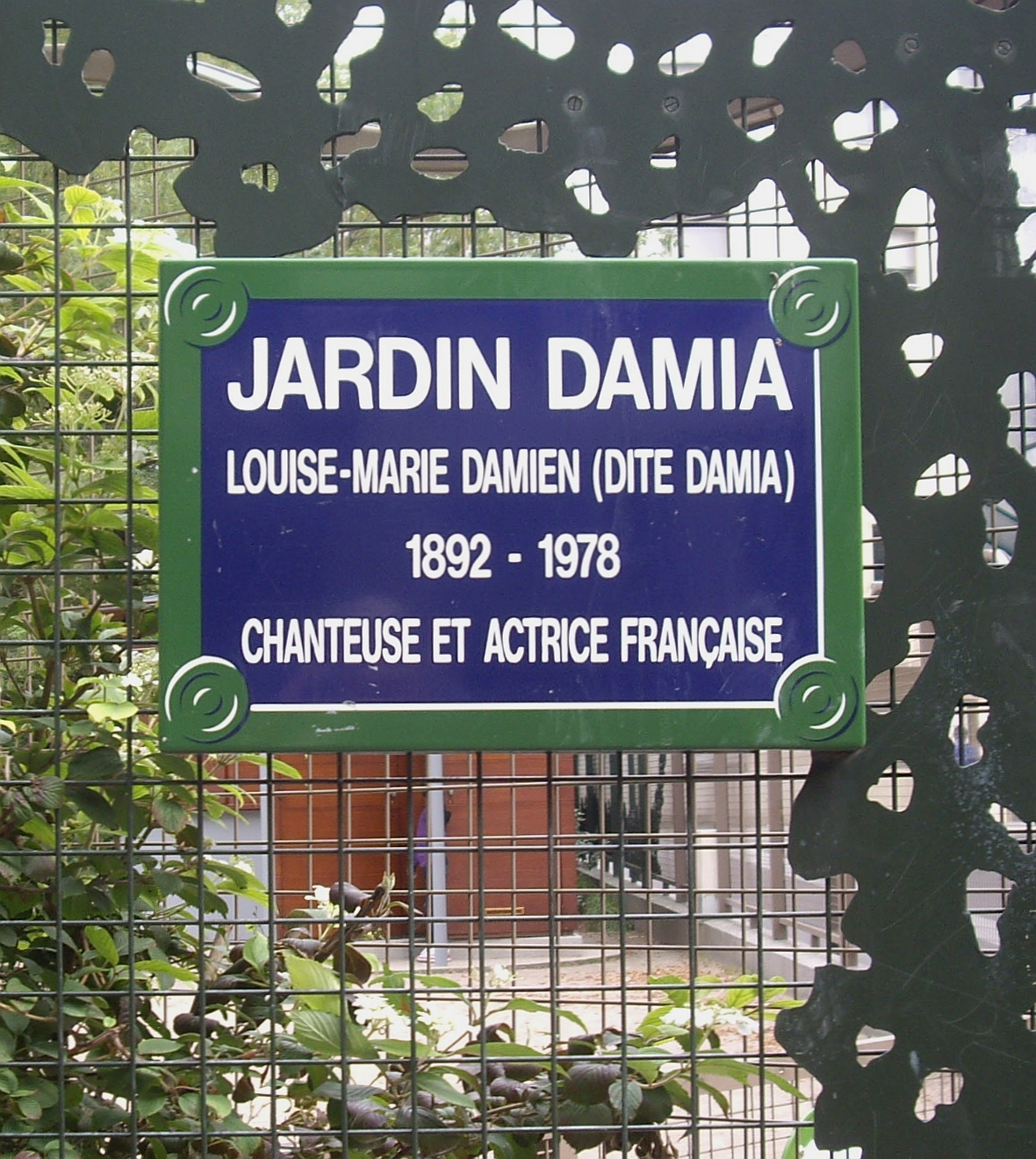
Jardín en tributo en el distrito 11 de París.

Marie-Louise Damien (nacida Louise Marie Damien; París, 5 de diciembre de 1889-La Celle-Saint-Cloud, 30 de enero de 1978), más conocida por el nombre artístico Damia, fue una cantante y actriz francesa de notable actuación en el período de entreguerras como intérprete de "canciones realistas". Se la llamó "la tragedienne de la chanson"; es el eslabón entre las legendarias Fréhel y Édith Piaf.

## Trayectoria
Comenzó como Maryse Damia para quedar sólo "Damia" y perteneció a la generación de Lucienne Boyer, Maurice Chevalier, Lys Gauty y Lucienne Delyle entre otros chansonniers.
Nació en París en el seno de una familia alsaciana. A los 18 años comenzó a recibir lecciones de Robert Hollard casado con Fréhel. El matrimonio malavenido de Hollard y Fréhel pronto terminó y Hollard inició un romance con Damia. 
Canta en el Petit-casino y en La Pépinière como Maryse Damia. Fue contratada por el famoso Félix Mayol y a principios de 1914 abrió un cabaret en Montmartre: "Le Concert Damia".
Hacia 1922, Damia se convirtió en amante de la arquitecta Eileen Gray, miembro de un círculo de lesbianas entre las que se encontraban Loïe Fuller y su amante Gab Sorère, Natalie Clifford Barney y Romaine Brooks. A la muerte de Fuller en 1928, Damia y Sorère se convirtieron en amantes.
Famosa en la escena del "café-concert" parisino, Sacha Guitry la ayuda en el establecimiento de su estilo particular. 
Participó en la película muda Napoleón de Abel Gance donde encarnó a La Marsellesa.
Después de la guerra, su nombre renace en una presentación en la Sala Pleyel en 1949. En 1951 hace una gira por Japón y una última presentación en el Teatro Olympia en 1955 junto a Jacques Brel. 
En 1956 aparece en la película Notre Dame de Paris con Anthony Quinn y Gina Lollobrigida.
Ha sido comparada con Billie Holiday y Zarah Leander fue sucedida por Édith Piaf y posteriormente Juliette Gréco.
Murió a los 89 años después de una caída en el metro.

## Discografía selecta
- Sombre dimanche
- La guinguette a fermé ses volets
- Un souvenir
- En maison
- Les Goélands
- "Les Naufragés"[7]
- La Veuve
- La Garde à l'Yser
- Celui qui s'en va
- La Suppliante
- La Chaîne
- Les Deux Ménétriers
- Pluie
- La mauvaise prière

## Filmografía
- 1927: Napoleon, de Abel Gance.
- 1930: Tu m'oublieras
- 1931: Sola', de Henri Diamant-Berger.
- 1932: La Tête d'un homme[8] de Julien Duvivier.
- 1937: Les Perles de la couronne'.
- 1956: Notre-Dame de Paris, de Jean Delannoy.